# Кутикула беспозвоночных

Схема строения кутикулярных покровов у членистоногих: A: общая схема; B: строение эпикутикулы.
1: эпикутикула; 1a: цементный слой; 1b: восковой слой; 1с: кутикулиновая пластинка; 1d: белковая эпикутикула.
2: экзокутикула; 3: эндокутикула; 2+3: прокутикула; 4: эпидермис; 5: базальная мембрана; 6: эпидермальная клетка; 6а: восковой канал; 7: железистая клетка; 8: трихогенная клетка; 9: тормогенная клетка; 10: нерв; 11: сенсилла; 12: вырост кутикулы; 13:место, где открывается проток железы.

Кути́кула (от лат. cuticula — «кожица») — сложно устроенное образование, лежащее поверх эпителиального слоя у многих беспозвоночных. Состоит из аморфных и фибриллярных структур, которые формируются за счет секреции входящих в них веществ эпителиальными клетками. Мощно развитая кутикула может служить экзоскелетом.

## Разновидности
Выделяют 3 основных типа кутикулярных структур, различающихся по структуре и химическому составу:
- Кутикула артроподного типа — построена в основном из полисахаридно-белковых фибриллярных компонентов. Она имеется у некоторых книдарий, моллюсков и оболочников и наибольшего развития достигает у членистоногих.
- Кутикула аннелидного типа — образована в основном из коллагеновых волокон — характерна для кольчатых червей, сипункулид и некоторых других групп беспозвоночных. Часто бывает пронизана длинными микроворсинками, отходящими от эпителиальных клеток.
- Кутикула нематодного типа — характерна для нематод; также состоит в основном из волокон коллагена, отличающегося, однако, высоким содержанием цистеина.

Иногда кутикулой называют также плотный интраэпителиальный слой, образующий панцири и другие структуры у коловраток и формирующий покровы скребней.